# Paraparaumu
Paraparaumu – miasto położone na południowym wschodzie Wyspy Północnej Nowej Zelandii, 50 km na północ od Wellington.